# 愛媛県道260号狭間上松葉線
愛媛県道260号狭間上松葉線（えひめけんどう260ごう はざまかみまつばせん）は、愛媛県西予市を通る一般県道である。

## 概要
西予市宇和町郷内から西予市宇和町岩木に至る。

### 路線データ
- 起点：西予市宇和町郷内（愛媛県道30号宇和三瓶線交点）
- 終点：西予市宇和町岩木（愛媛県道25号八幡浜宇和線交点）

## 地理

### 通過する自治体
- 西予市

### 交差する道路
| 交差する道路             | 交差する場所 | 交差する場所 |
| ------------------------ | ------------ | ------------ |
| 愛媛県道30号宇和三瓶線   | 宇和町郷内   | 起点         |
| 愛媛県道25号八幡浜宇和線 | 宇和町岩木   | 終点         |

### 交差する鉄道
- 予讃線

### 沿線
- 岩木観音瀧
- 三瓶隧道
- JR四国予讃線 伊予石城駅（終点付近）